# 小行星8530
小行星8530（英語：8530 Korbokkur）是一颗围绕太阳公转的小行星。1992年10月25日，平沢正規、鈴木正平在Nyukasa发现了此天体。
这颗小行星的绝对星等为250.2567989525722等。